# Interestatal H-3
La Interestatal H-3 (abreviada H-3) es una autopista interestatal de trazado este-oeste ubicada en el estado de Hawái, localizada en su totalidad en la isla de Oahu. A pesar de su número esta autopista es de sentido este–oeste y la serie 'H' (para Hawái) refleja el orden en el cual la ruta fue completada y construida. La H-3 se inicia en un intercambio con las Interestatales  H-1 y H-201 en Halawa, discurre a través de las montañas Ko'olau hasta llegar a la puerta principal de la Base del Cuerpo de Marines de Hawaii.  Esta ruta junto a la Interestatal H-1 cumple la finalidad de defensa nacional al conectar la base del Cuerpo de la Marina con el puerto de Marina de los Estados Unidos en Pearl Harbor.

La H-3 es una de las carreteras interestatales más caras jamás construidas, en base al costo por milla. Su costo final fue de $ 1,3 mil millones o aproximadamente $ 80 millones por milla. La longitud de esta ruta es de 24,66 km (15.32 mi).

## Mantenimiento
Al igual que las carreteras estatales y las carreteras federales, la Interestatal H-3 es administrada y mantenida por el Departamento de Transporte de Hawái  por sus siglas en inglés HDOT.